# 카이마니 말리
카이마니 말리(Ky-Mani Marley, 1976년 2월 26일 ~ )는 자메이카의 레게 가수이다.